# Nannocyrtopogon monrovia
Nannocyrtopogon monrovia là một loài ruồi trong họ Asilidae. Nannocyrtopogon monrovia được Wilcox & Martin miêu tả năm 1936. Loài này phân bố ở vùng Tân Bắc giới.